# Gacka-mező
A Gacka-mező (vagy Gacka-völgy, horvátul: Gacko polje, Gacka dolina) egy karsztmező Horvátországban, Likában, Lika-Zengg megyében. A mezőn folyik át a Gacka-folyó, róla kapta a nevét. Lika legnépesebb tájegysége, egyben gazdasági központja.

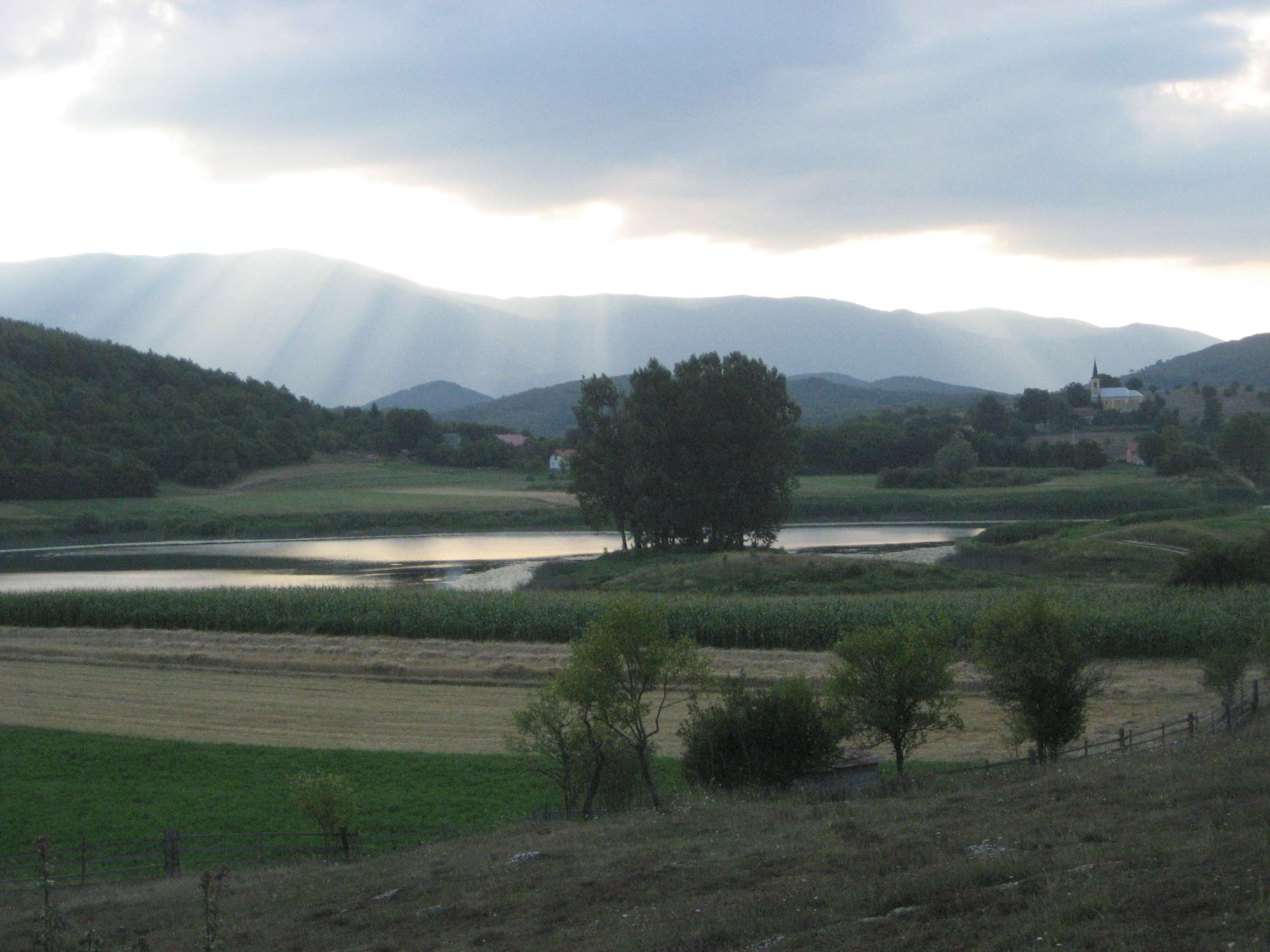
A Gacka-mező háttérben a Velebittel

## Fekvése
A Gacka-mező Lika északi részén fekszik. Az északkeletre emelkedő Kis-Kapela, és a délnyugatra levő Velebit között, 420–460 méteres tengerszint feletti magasságban. Területe mintegy 80 km², hosszúsága 25 km, legnagyobb szélessége 15 km. A folyóvizek mészkőbe és dolomitba vájták, fenekét vörösföld és folyami üledék (kavics, homok, agyag) borítja. A mezőt átszelik Zengg – Otocsán – Vrhovina, az Otocsán – Ogulin és az Otocsán – Gospić főutak, valamint az Oštarije – Gospić vasútvonal. Központja Otocsán városa.

## Története
A legrégebbi bizonyíték az ember itteni korai jelenlétére a Pećina-barlangban található, melynek leletei a mezolitikumig (középső kőkorszakig) nyúlnak vissza. A Vrhovina melletti Bezdanjača-barlangban található lelet Európa egyik legnagyobb barlangtemetője, mely a korai illír korból származnak. A Gacka-mező területe a késő bronzkorban is lakott volt, ezt bizonyítják az itteni alacsony magaslatokon állt japod erődök maradványai, amelyek különösen Prozor falu környékén, a helyi utak mentén épültek. A környéken Mithrász isten több temploma is található, akinek a tiszteletét a rómaiak a perzsáktól vették át, és akinek kultuszát római katonák terjesztették.
A középkorban a Gacka—mező fontos szerepet játszott az első horvát államban. Otocsán városát már az első horvát írásos emléken, a Baška-táblán is említik. A Frangepánok itteni uralmuk alatt több erődítményt építettek, központjaik Otocsán és Brinje várai voltak. A török invázió során Gacka-mező hamar a határövezetbe került. Az ellenük való védekezésre erődítményeket és tornyokat építettek, számos települést viszont elhagytak. A törökök távozása után térség falvait újratelepítették. A horvátországi háború alatt a Gacka-mező nagy pusztításokat és veszteségeket szenvedett. A háború örökségeként elaknásított területek maradtak vissza.

## Gazdaság
A gazdaság fő bevételi forrásait a mezőgazdaság, az állattartás és a turizmus képezi. A szántóföldeken gabonaféléket, zöldségeket (főként burgonyát) termelnek, emellett jelentős a gyümölcstermesztés is. Az állattenyésztés keretében főleg juh, szarvasmarha és sertéstenyésztés folyik. A gazdaság fejlődősét elősegítik a jó közlekedési kapcsolatok Zágrábbal, Fiumével és Splittel is.
Itt, Sinac faluban található a Gacka forrása, mely több festői forrástóban ered. Ez a Plitvicei Nemzeti Park szélén elhelyezkedő természeti ritkaság a természet geomorfológiai és hidrológiai látványossága. A Gackán számos régi malom („malenice”) található, amelyek közül néhányat felújítottak és hagyományos stílusban díszítettek. A hagyományos malmok mellett vannak fűrészmalmok, kallómalmok és mosókasok is.

## Népesség
A Gacka-mező legnagyobb városa Otocsán, amely eredetileg Gacka elágazásánál épült, ahol mellékvizei egy minden oldalról vízzel körülvett „szigetet” képeztek. Ma Otocsánnak mintegy 4000 lakosa van.
A gackai emberek élete hagyományosan szorosan összefüggött a folyóval. Az itt élő nép szerény és szorgalmas volt. A házak kicsiek voltak, kőből épültek és fazsindellyel borítottak. A népviselet egyszerű, sötét színű és diszkrét mintájú volt. A ruhák fő anyaga a likai pramenka gyapjújából készült gyapjúszövet volt. A viselet legfeltűnőbb része a férfiak vörös sapkája volt, amelyet vélhetően egy japod nők számára készült fém fejdísz mintájára készítettek. A gyapjúból biljacot (bozontos gyapjútakarót) is készítettek. A fenyőrönkből faragott edények, szintén jellemzőek erre a vidékre. A gackai emberek étele egyszerű, de nehéz volt: szárított sertéshús savanyú káposztával, szalonnával, kolbász, sülthús, sarma (töltött káposzta), polenta és savanyúság, škripavac sajt, sült bárányhús, sonka és szilva pálinka.

## Vizei
A mezőn átfolyik a Gacka-folyó, amely Otocsántól lefelé földalatti vízfolyásként csatornában, víznyelőkben folyik tovább. A Gackáé a harmadik leghosszabb víznyelő a világon. Eredetileg 32 km hosszú volt, de az 1960-as években a HP Senj (Zenggi vizierőmű) építése után 11 km-re rövidült, mivel Otočac város területén a víz nagy részét a vízerőmű szükségleteihez vezetik a mesterséges Gusić-tóba. A magasság enyhe csökkenése miatt áramlása lassú és kanyargós. A Gacka vize rendkívül tiszta és oxigénben gazdag.
A Gacka forrásterülete sok kisebb forrásból áll, de a három legbővizűbb a Tonković vrilo, a Klanac és a Majerovo vrilo. A források festői tavakban törnek fel. A folyóban számos vízinövény nő. Olyan buja, hogy a helyiek kaszálják és velük etetik a marhákat. A Gacka vize korábban három víznyelő övezetben tűnt el: a Sviča melletti, a Gusić poljén és a Hrvatsko Poljén levő víznyelőkben. Otocsán területén a Gacka folyása két ágra vált szét, amelyek közül a svičai déli két tavat képezett, amelyeket egy 50 m magas vízesés kötött össze. Ezt a területet „Mali Plitvicének” is nevezték. Nagy számban voltak malmok is. A folyó által szállított rönkök, fatörzsek fűrészeléséhez fűrészmalmot használtak, majd egy kis vízierőmű is létesült, amelyet 1936-ban építettek Otocsán város és környéke szükségleteinek ellátására.

## Növény- és állatvilág
Mint más karsztmezőkön, itt is sok ritka és védett növény nő, például a kosbor, fekete sás és a boglárka, amelyek a veszélyeztetett növények vörös listáján szerepelnek Horvátországban. Ugyanezek a mezők nagyon értékes élőhelyek sok madár számára, ezért a Gacka-mezőt más karsztmezőkkel együtt a NATURA 2000 európai ökológiai hálózatban védelemre javasolták.
1937-ig csak négy halfaj élt Gackában: a pisztráng, az angolna, a sügér és a csuka, amelyeket a Frangepánok idején telepítettek be. Korábban a folyóban élt folyami rák is, de a kacsapestis miatt 1931-ben eltűnt. Később számos más halfajt telepítettek be folyóba, és néhányan azon a csatornán keresztül is érkeztek, amely a HPP Senj vízierőmű szükségletei érdekében összeköti a Gackát Likával. Így ma a Gackában is élnek pisztrángok, pénzes pérek, pontyok, compók, bodorkák, fejes domolykók és naphalak. Ezeknek a fajoknak a betelepítése megzavarta a folyó biológiai egyensúlyát és csökkentette a víz tisztaságát. A sebes pisztráng a Gackában különösen gyorsan növekszik (körülbelül ötször gyorsabban, mint más karsztfolyókban), és világszerte ismertek a halászok körében.
2006-ban Otocsánban létrehozták a karsztvizek őshonos hal- és rákfajainak horvát központját. A központ a pisztrángok és a rákok Gackába történő telepítésével és kereskedelmi felhasználásra történő tenyésztésével foglalkozik. Másik fontos tevékenysége a Gackában élő hal- és rákfajok, különösen a pisztráng tudományos kutatása és a turizmus fejlesztése.

## Fordítás
Ez a szócikk részben vagy egészben  a   Gacko polje című horvát Wikipédia-szócikk ezen változatának fordításán alapul.  Az eredeti cikk szerkesztőit annak laptörténete sorolja fel. Ez a jelzés csupán a megfogalmazás eredetét és a szerzői jogokat jelzi, nem szolgál a cikkben szereplő információk forrásmegjelöléseként.